# 12 Brygada Pancerna (Bundeswehra)
12 Brygada Pancerna (niem. Panzerbrigade 12) – pancerny związek taktyczny Bundeswehry.
W okresie zimnej wojny Brygada wchodziła w skład 4 Dywizji Zmechanizowanej i przewidziana była do działań w pasie Centralnej Grupy Armii.

## Struktura organizacyjna
| Organizacja PzBrig 12 w 1989 | Organizacja PzBrig 12 w 1989        | Organizacja PzBrig 12 w 1989 |
| Godło                        | Pododdział                          | Miejsce stacjonowania        |
| ---------------------------- | ----------------------------------- | ---------------------------- |
|                              | dowództwo brygady                   | Amberg                       |
|                              | 121 batalion pancerny               | Amberg                       |
|                              | 122 batalion grenadierów pancernych | Oberviechtach                |
|                              | 123 batalion pancerny               | Kümmersbruck-Gärmersdorf     |
|                              | 124 batalion pancerny               | Kümmersbruck-Gärmersdorf     |
|                              | 125 batalion artylerii              | Bayreuth                     |